# Не ходіть, дівчата, заміж
«Не ходіть, дівчата, заміж» (рос. «Не ходите, девки, замуж») — радянський художній фільм 1985 року.

## Сюжет
Навіть перебуваючи на відпочинку в закордонному морському круїзі, голова передового колгоспу Іван Савелійович Мальков (В'ячеслав Невинний) переживає за справи в своєму колективі. Повернувшись з поїздки, Мальков стикається з тим, що з колгоспного села Великі Угороди через гостру нестачу чоловіків, дівчата, що нудьгують, масово намагаються виїхати в місто. Повертаючи їх і намагаючись утримати в селі, голова пропонує дівчатам створити самодіяльний хоровий ансамбль, показати його виступ на ярмарку і потрапити на телебачення, щоб хлопці самі приїхали до них. Паралельно з цим Мальков безуспішно намагається запросити на виступ в село свого знайомого популярного співака Валерія Леонтьєва, але марно — той дуже зайнятий виступами, концертами, та й всюдисущі шанувальниці не дають можливості навіть вийти зі столичного готелю. І незабаром, випадково давши інтерв'ю для телебачення, яке записало виступ колгоспного хору дівчат на ярмарку, Мальков створює ситуацію, наслідки якої не змусили себе довго чекати.
Вирішуючи будувати в колгоспі великий тваринницький комплекс і не отримавши схвалення у обласного начальства, Мальков звертається безпосередньо до нового міністра будівництва СРСР, з яким знайомиться на змаганнях з біатлону і отримує від нього дозвіл після того, як міністр побачив по телевізору виступ колгоспного хору.
У село Великі Угороди, після показаної телепередачі про хор, починають з'їжджатися потенційні женихи з усього Радянського Союзу. Але несподівано для голови, дівчата всім колективом їдуть на всесоюзні гастролі по всій трасі БАМу і в Японію за наказом самого міністра культури СРСР. Розчарований натовпом женихів спритний Мальков пропонує почекати наречених, залишившись для цього працювати в колгоспі.

## У ролях
| - В'ячеслав Невинний — Іван Савелійович Мальков, голова колгоспу - Світлана Рябова — Оля Дьоміна - Тетяна Догілєва — Валя Власкова, агроном - Ніна Русланова — Анісья Іллівна - Віктор Павлов — Віктор Скоробейников, завідувач клубом - Євген Стеблов — перукар Андрій - Микола Парфьонов — Трофимов, голова колгоспу «Вірний шлях» - Валерій Леонтьєв — в ролі співака (камео) - Тетяна Агафонова — Наталія Солдатова, доярка - Наталія Вавилова — доярка - Світлана Орлова — Надя, доярка - Марина Устименко — доярка - Раїса Рязанова — Анна Іллівна - Любов Соколова — Парасковія Іллівна, тітка Олі - Інна Ульянова — дама з зачісками - Мар'яна Полтєва — Люда, доярка - Галина Макарова — бабуся-«Чумичка» - Стефанія Станюта — бабуся Хелендейка - Галина Дьоміна — Данилівна - Марія Скворцова — бабуся - Галина Самойлова — Котельникова, доярка - Наталія Павленкова — Наталія, секретар міністра - Олексій Миронов — дід-пасічник | - Юрій Горобець — міністр Міністерства заготівль - Юрій Назаров — голова комісії - Борис Іванов — міністр будівництва - Анатолій Борисов — попутник в круїзі - Отар Зауташвілі — багатодітний грузин в круїзі - Сергій Арцибашев — архітектор - Боря Іванов — школяр з «Запорожця» - Ольга Бітюкова — кореспондентка - Олександр Горбенко — бігун - Анатолій Скорякин — приятель Андрія на ярмарку - Олександр Январьов — інженер-проектувальник - Володимир Скляров — наречений-військовий - Владислав Ковальков — член комісії - Улдіс Вейспалс — водій таксі, каскадер на «Запорожці» - Геннадій Матвєєв — заступник голови колгоспу - Олена Антонова — доярка - Валентина Клягіна — прихильниця Леонтьєва |

## Знімальна група
- Автори сценарію —  Сергій Бодров, Наталія Мітіна
- Режисер-постановник —  Євген Герасимов
- Оператор-постановник —  Володимир Архангельський
- Художник-постановник —  Віктор Власьков
- Композитор —  Євген Крилатов